# سیارک ۲۱۷۳۸
سیارک ۲۱۷۳۸ (به انگلیسی: 21738 Schwank، نامگذاری:1999RB153) بیست و یک هزار و هفتصد و سی و هشتمین سیارک کشف شده‌است که در ۹ سپتامبر ۱۹۹۹ کشف شد.
قدر مطلق سیارک برابر ۱۵٫۰ است.